# Аберфрау
Аберфрау (англ. Aberffraw, валл. Aberffraw) — невелике село на південно-західному узбережжі острова Анґлсі у Вельсі, резиденція королів Гвінеттів в IX—XIII ст.
Село розташоване на західному березі гирла річки Фрау, яка і дала йому назву (від валлійського aber — гирлі і Ffraw).
Сполучення з Аберфрау здійснюється автомобільним транспортом по трасі A4080, або залізничним транспортом — найближча станція Бодорган.
Населення Аберфрау становило за даними перепису 2001 року 1293 людина.

## Пам'ятки
Наразі — невелике село з чудовим піщаним пляжем. Серед визначних пам'яток — древнє валлійське поховання 3-го тисячоліття до н. е., церква святого Квіфана на скелястому острівці Крібінау біля Аберфрау (VII в.), парафіяльна церква (XII—XVI ст.), старий міст (1731), одне з перших поштових відділень в Англії (1843).

## Галерея

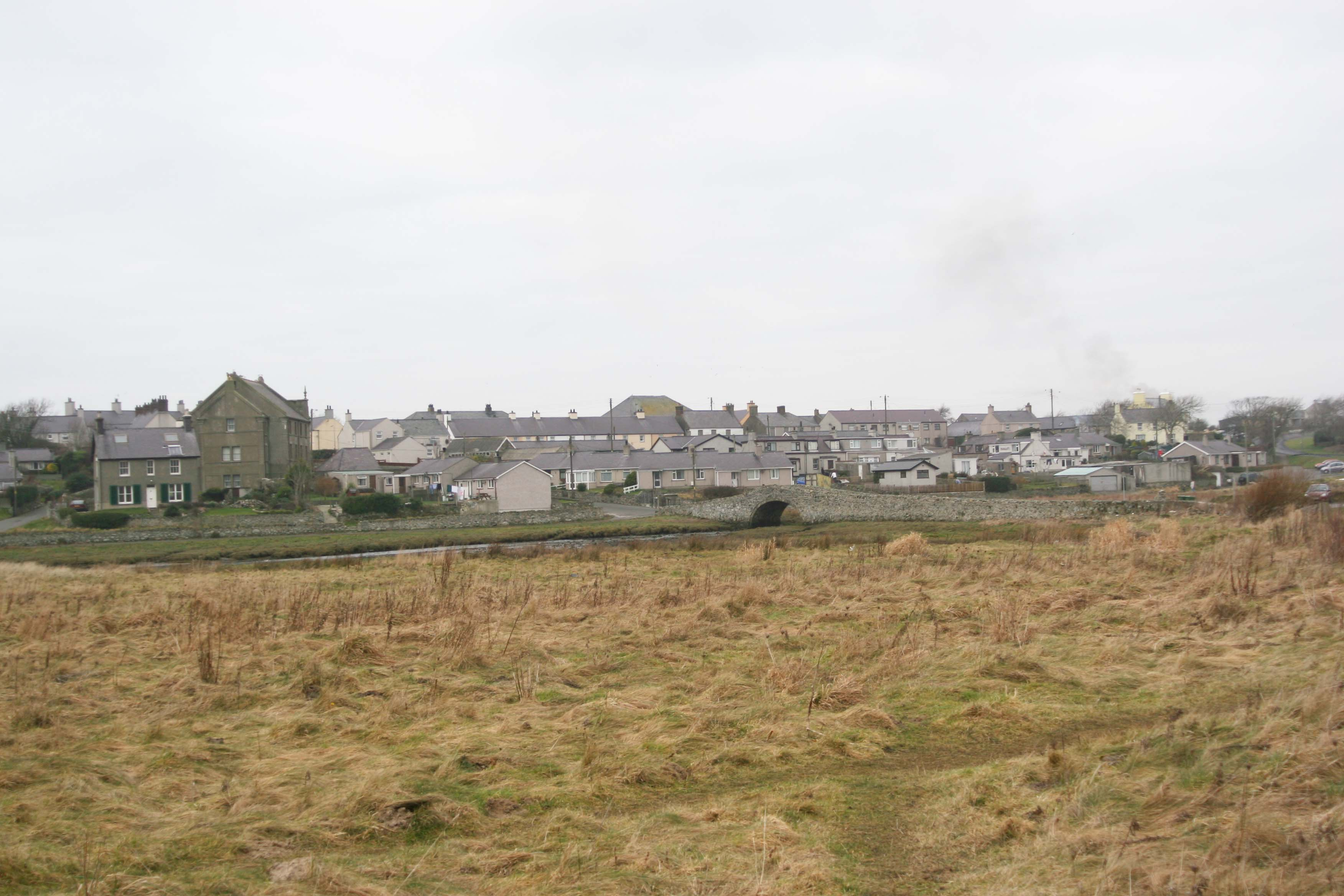
Вид на село з півдня
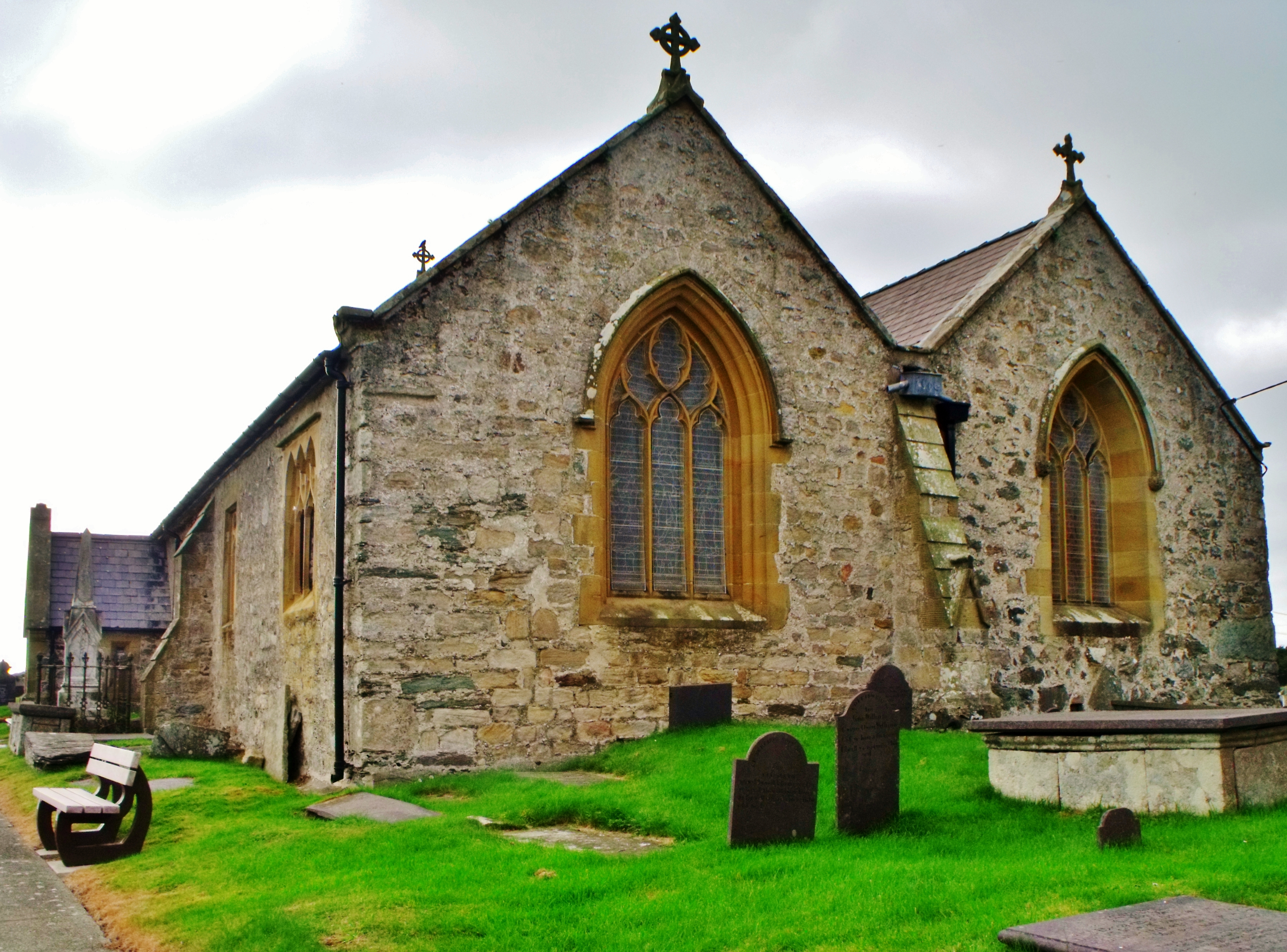
Церква Святого Беуно
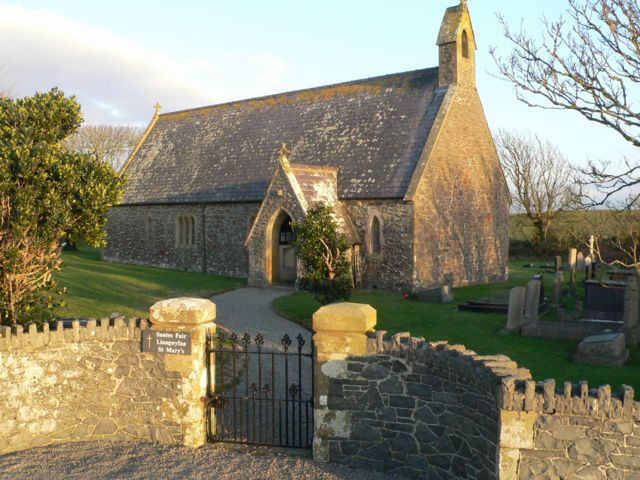
Церква Святої Марії